# Argy
Argy é uma comuna francesa na região administrativa do Centro, no departamento Indre. Estende-se por uma área de 39 km². Em 2010 a comuna tinha 612 habitantes (densidade: 15,7 hab./km²).